# Hyperacanthus madagascariensis
Hyperacanthus madagascariensis är en måreväxtart som först beskrevs av Jean-Baptiste de Lamarck, och fick sitt nu gällande namn av Franck Rakotonasolo och Aaron Paul Davis. Hyperacanthus madagascariensis ingår i släktet Hyperacanthus och familjen måreväxter. Inga underarter finns listade i Catalogue of Life.